# مانويل راموس (ملاكم)
مانويل راموس (بالإسبانية: Manuel Ramos)‏ مواليد 1942-وفيات 1999، كان ملاكم محترف مكسيكي صنّف ضمن فئة الوزن الثقيل.

## المسيرة الاحترافية
من نزالاته:
- خسر أمام برناردو ميركادو بالضربة القاضية (1976).
- خسر أمام رون ستاندر (1971).
- خسر أمام جاك بوديل (1971).
- خسر أمام جو بوجنر (1970).
- خسر أمام تشاك ويبنير (1970).
- خسر أمام جورج كابالو بالضربة الفنية القاضية (1968).
- خسر أمام جو فريزر بالضربة الفنية القاضية (1968).
- انتصر على إيرني تيريل (1967).

## إحصائيات
خاض خلال مسيرته 56 نزالا، فاز في 24 وتعادل في 3 وخسر في 29. فاز بالضربة القاضية في 19 نزالا.

## روابط خارجية
- مانويل راموس على موقع IMDb (الإنجليزية)
- مانويل راموس على موقع بوكس ريك (الإنجليزية) (registration required)